# Ferdinand Eduard von Stumm

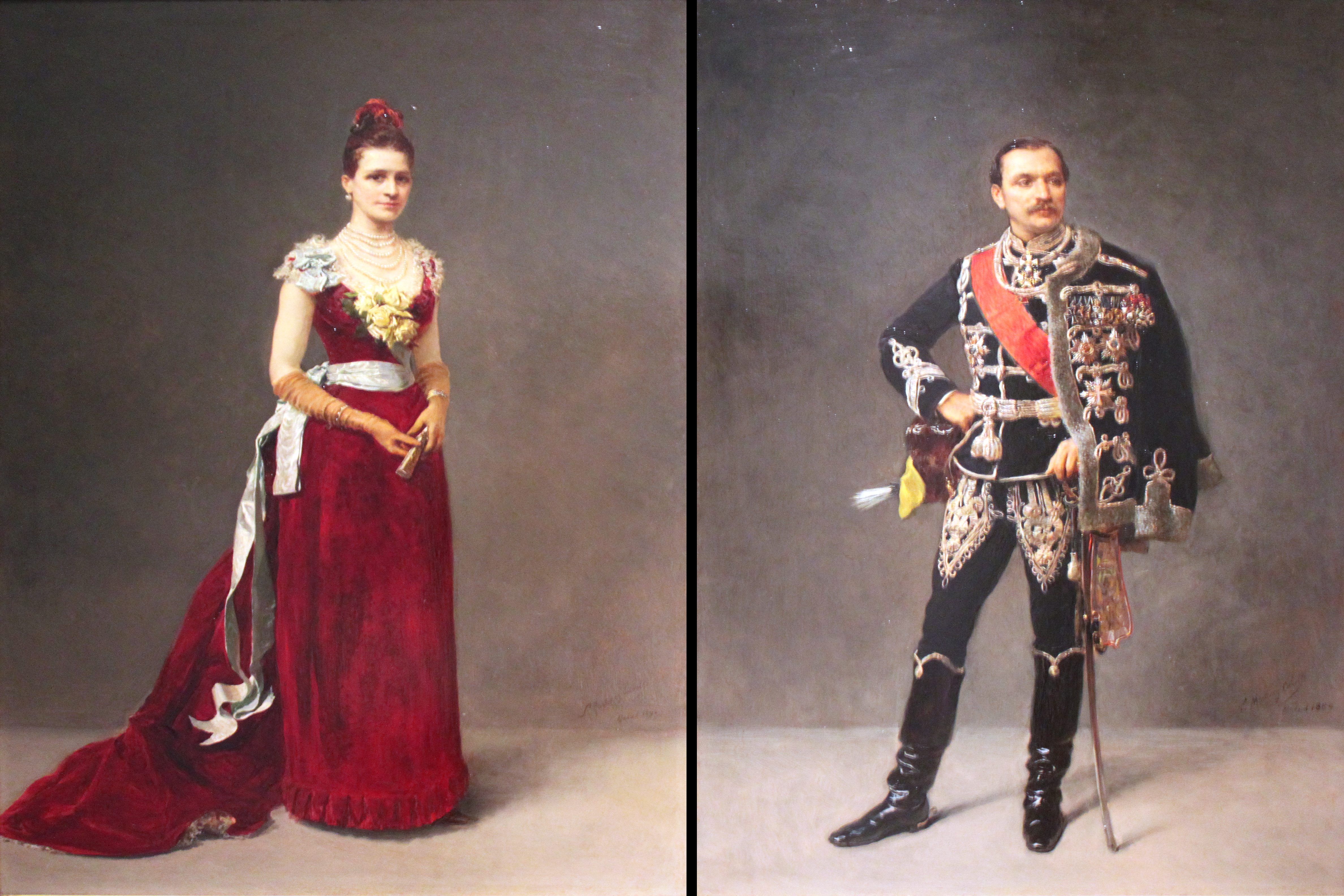
Ferdinand Eduard von Stumm und seine Frau Pauline, Porträtgemälde von Salvador Martínez Cubells (1890), heute im Deutschen Historischen Museum

Ferdinand Eduard Stumm, ab 1888 Freiherr von Stumm (* 12. Juli 1843 in Neunkirchen (Saar); † 10. Mai 1925 in Locarno), war ein preußischer und deutscher Diplomat.

## Leben

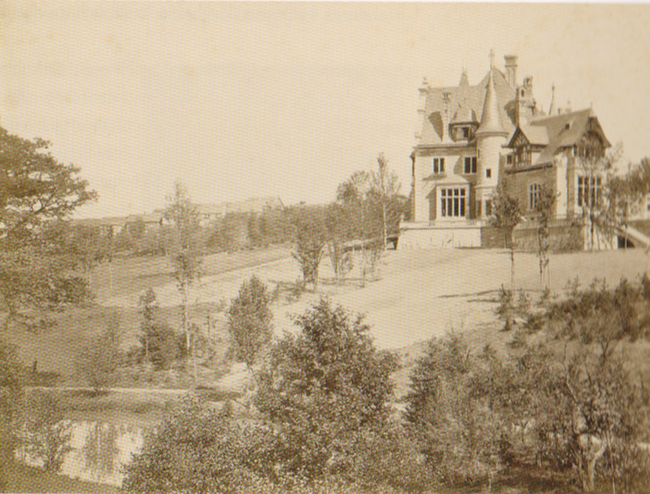
Schloss Rauischholzhausen, Mitte der 1870er Jahre

Stumm entstammte der Unternehmerfamilie Stumm, die am 22. März 1806 die Neunkircher Hütte und Anteile an weiteren Eisenhütten im Saarrevier gekauft hatten. Während sein älterer Bruder Carl Ferdinand Stumm (Rufname Carl) die Leitung der Eisenwerke übernahm, profitierte Ferdinand Eduard (Rufname Ferdinand) als stiller Teilhaber an den Erträgen des Familienunternehmens. Im Jahr 1908 zählte er zu den 100 reichsten Einwohnern Preußens und besaß die beiden Rittergüter Rauischholzhausen (Kreis Kirchhain, Hessen) mit 700 ha und Rohlstorf (Kreis Segeberg, Schleswig-Holstein) mit 1500 ha.
Ferdinand machte als Offizier den Deutsch-Dänischen Krieg 1864 und den Deutschen Krieg 1866 mit, wurde 1867 der preußischen Gesandtschaft in Florenz attachiert, nahm 1868 an dem Feldzug der Briten in Abessinien teil und war 1869 im preußischen Außenministerium in Berlin tätig. Nachdem er sich auch am Deutsch-Französischen Krieg 1870/1871 beteiligt hatte, war er 1871 preußischer Geschäftsträger beim Heiligen Stuhl und später bei den deutschen Missionen in Paris, München, Washington, Brüssel, St. Petersburg und London als zweiter und erster Sekretär beschäftigt. 1883 wurde er zum preußischen Gesandten in Darmstadt, 1885 zum kaiserlichen Gesandten in Kopenhagen, 1887 zum Gesandten und 1888 zum Botschafter in Madrid ernannt. Am 5. Mai 1888 wurde er nobilitiert. 1892 wurde er unter Ernennung zum Wirklichen Geheimrat zur Disposition gestellt.
1903 übernahm er den Vorsitz im Aufsichtsrat des Unternehmens Gebrüder Stumm GmbH.

## Familie
Ferdinand Eduard Stumm heiratete am 28. Juni 1879 in Fulda Pauline Freiin von Hoffmann (* 12. August 1858; † 9. Oktober 1950). Das Paar hatte mehrere Kinder, darunter:
- Ferdinand Carl (* 29. Juni 1880; † 28. April 1954) ⚭ 30. März 1910 Constance Hoyt (1889–1923)
- Maria (* 21. April 1882; † 18. April 1954) ⚭ 18. Mai 1911 Paul Hermann Karl Hubert von Hatzfeldt (1867–1941), 2. Fürst von Hatzfeldt-Wildenburg
- Herbert (* 16. Juni 1885; † 1943) ⚭ 19. Mai 1913 Alice Schuchard (* 1885)
- Friedrich Wilhelm (* 14. Mai 1888; † 5. Mai 1946) ⚭ 15. Januar 1920 Laurette Luise von Stülpnagel (1887–1962)

Das Grab von Ferdinand Eduard von Stumm befindet sich auf dem Familienfriedhof des für seinen zweitgeborenen Sohn Herbert von Stumm erworbenen Gut Rohlstorf. Das Gut Rauischholzhausen erbte sein erstgeborener Sohn Ferdinand Carl von Stumm; dieser wurde 1954 neben der von seinem Vater gestifteten Kirche auf dem von der Familie von Rau begründeten Familienfriedhof begraben.

## Schloss Rauischholzhausen

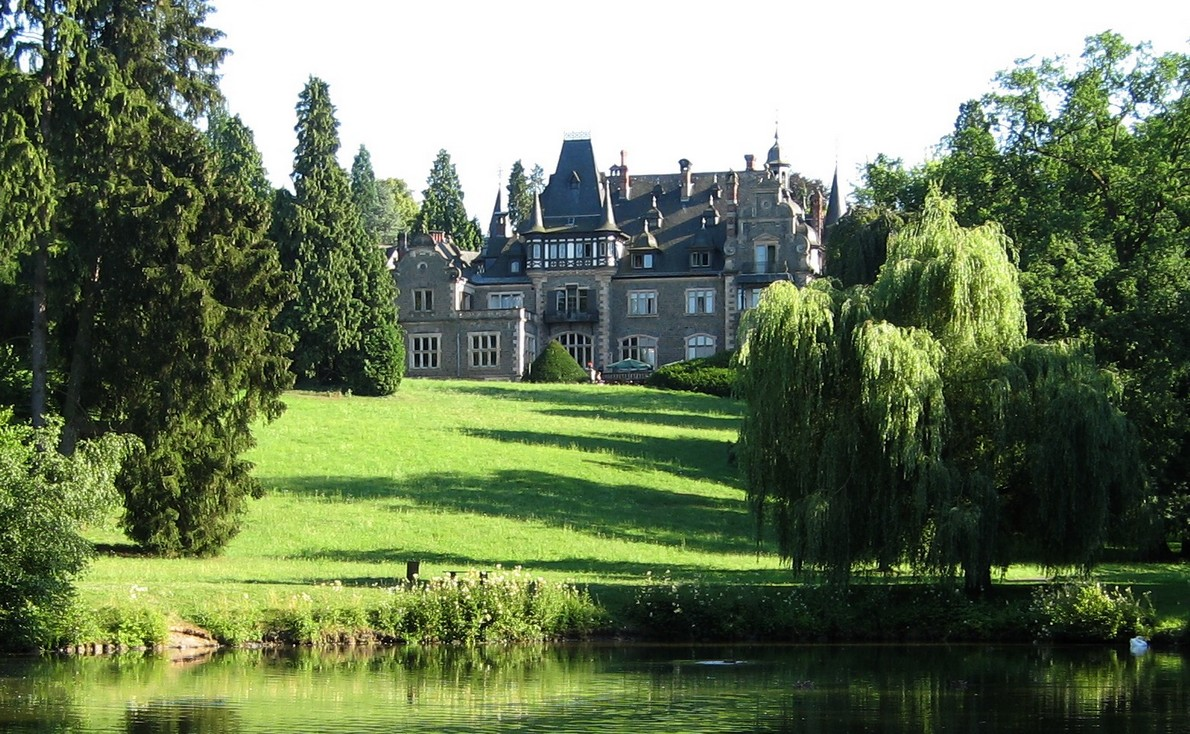
Schloss Rauischholzhausen, im Vordergrund der Burgteich

1873 kaufte Ferdinand Stumm, damals Legationsrat bei der deutschen Botschaft in St. Petersburg, den Besitz der beiden Herren Rau von Holzhausen in Hessen (1900 hessische Acker). Mit dem Verkauf ging die über 500 Jahre alte Geschichte der Familie Rau von Holzhausen zu Ende. Nach Übernahme des Besitzes setzte auf dem Gut „Rauisch Holzhausen“ eine rege Bautätigkeit ein. Zunächst wurden die alte Wasserburg, der anliegende Wirtschaftshof und die Zehntscheune abgerissen. Auf der dahinterliegenden Anhöhe wurde das ansehnliche neue Herrenhaus, genannt Schloss Rauischholzhausen, und in seiner Nähe ein Wirtschaftshof erbaut.

## Wohltätigkeit
Stumm und seine Ehefrau errichteten als Gutsherren auf Rauischholzhausen mehrere gemeinnützige Bauten wie Kirche, evangelisches Gemeindehaus, Molkerei und Altersheim. In seinem Testament bestimmte er eine Million Mark als Legate und Pensionen für das Personal, was von den Erben auch umgesetzt wurde.